# John Patrick
John Clarence Patrick (25 de novembro de 1898 — 31 de maio de 1959) foi um jogador de rugby union estadunidense, campeão olímpico.

## Carreira
Patrick frequentou a Universidade Stanford, onde recebeu seu diploma de Bacharel em Artes em janeiro de 1922. Durante seus estudos, ele jogou pelo Stanford Cardinal no rugby e no futebol americano, e depois ingressou no Clube Olímpico.
Participou duas vezes dos Jogos Olímpicos com a seleção dos Estados Unidos. No torneio de rugby union nos Jogos de 1920, a equipe americana, composta em sua maioria por estudantes das universidades de Santa Clara, Berkeley e Stanford, derrotou os favoritos franceses por 8–0 em uma partida disputada em 5 de setembro de 1920 no Estádio Olímpico.
Ele também participou do torneio nos Jogos Olímpicos de Verão de 1924. Ele jogou as duas partidas desta competição, nas quais os americanos derrotaram a Romênia por 37–0 no Stade de Colombes em 11 de maio, e uma semana depois derrotaram a França por 17–3. Ao vencer as duas partidas, os norte-americanos venceram o torneio, conquistando assim as medalhas de ouro olímpicas. Juntamente com outros medalhistas de ouro do rugby union, ele foi incluído no Hall da Fama do IRB em 2012. Após encerrar a carreira esportiva, foi corretor de seguros e treinador do Clube Olímpico.